# Convolvulus sargarianus
Convolvulus sargarianus är en vindeväxtart som beskrevs av Ahmed Ahmad Parsa. Convolvulus sargarianus ingår i släktet vindor, och familjen vindeväxter. Inga underarter finns listade i Catalogue of Life.